# 슬로베니아의 국기

슬로베니아의 국기, 해군기 비율 1:2

슬로베니아의 국기는 1991년 6월 27일에 제정되었다. 범슬라브색인 하얀색, 파란색, 빨간색 세 가지 색으로 구성된 가로 줄무늬 바탕에 깃대 쪽으로 슬로베니아의 국장이 그려져 있다.
유고슬라비아 사회주의 연방 공화국 시대에 사용된 슬로베니아 사회주의 공화국의 국기에는 하얀색, 파란색, 빨간색 세 가지 색으로 구성된 가로 줄무늬 바탕 가운데에 붉은색 별이 그려져 있었다. 러시아의 국기, 슬로바키아의 국기와 비슷하다.

## 색상
| 색상                                                       | 하양                    | 파랑                | 빨강                | 노랑                  |
| ---------------------------------------------------------- | ----------------------- | ------------------- | ------------------- | --------------------- |
| CMYK                                                       | 0, 0, 0, 0              | 100, 60, 0, 10      | 0, 100, 100, 0      | 0, 10, 100, 0         |
| RGB                                                        | 255, 255, 255 (#FFFFFF) | 0, 0, 255 (#0000FF) | 255, 0, 0 (#FF0000) | 255, 255, 0 (#FFFF00) |
| SCOTDIC Code 777 — Int'l Colour Codification System (2034) | N1 N95                  | N46 N722509         | N23 N074014         | N6 N197512            |

## 여러 가지 기

슬로베니아의 상선기, 정부기 비율 2:3
슬로베니아의 국적기 비율 1:2
대통령기
총리기
국회의장기
국방장관기
총참모장기
슬로베니아군기
슬로베니아인의 기

## 이전의 국기

최초 제정 당시의 기
제2차 세계대전 당시 유격대가 사용한 기
슬로베니아 사회주의 공화국의 국기 (1945년-1991년)
슬로베니아의 국적기 (1995년-1996년)